# 扇山民雄
扇山 民雄（おうぎやま たみお、1938年3月27日 - ）は、宮城県栗原郡金成町（現役当時、現・同県栗原市）出身で時津風部屋に所属した元大相撲力士。本名は高橋 民雄（たかはし たみお）。
プロレスラーとして国際プロレスに籍を置いていた時期もあり、レスラー時代のリングネームは扇山 大五郎（おうぎやま だいごろう）であった。
大相撲時代の体格は177cm、103kg。プロレスラー時代の体格は178cm、105kg。力士としての自己最高位は、東前頭5枚目（1963年1月場所・1967年1月場所）。

## 来歴
中学校卒業後はパン屋で働いていたが、錣山親方（元関脇・若葉山鐘）にスカウトされた事がきっかけで時津風部屋へ入門し、1955年1月場所にて16歳で初土俵を踏んだ。同期の初土俵組には、後の前頭・若鳴門や十両の四季の花らがいる。
1958年1月場所では三段目で優勝決定戦に出場し、惜しくも敗れるも、翌3月場所で幕下に昇進。1961年11月場所では幕下で優勝し、翌1962年1月場所で新十両昇進、同年9月場所で新入幕を果たした。
小兵であったが、左上手出し投げや小股掬いなどを得意とし、持ち前の恵まれた運動神経を生かした軽快な動きで土俵を沸かせた。
最高位となる前頭5枚目に進出した1963年1月場所と1967年1月場所では、共に大きく負け越し、三役への昇進は成らなかった。1968年5月場所で幕下に落ちてからは関取に復帰できず、幕下10枚目で全休した同年9月場所を以って、30歳で廃業。
その後は中華料理店を経営していたが、1969年1月に国際プロレスへ入団し、「扇山大五郎」のリングネームでプロレスラーとして格闘技の世界へ復帰を果たした。以後、ヨーロッパ修行も計画されていたが、間もなく退団した。

## 主な戦績
- 現役在位：77場所
- 通算成績：436勝424敗10休 勝率.507
- 幕内在位：12場所
- 幕内成績：78勝102敗 勝率.433
- 三賞：なし
- 金星：なし

### 場所別成績
| | 一月場所 初場所（東京） | 三月場所 春場所（大阪） | 五月場所 夏場所（東京） | 七月場所 名古屋場所（愛知） | 九月場所 秋場所（東京） | 十一月場所 九州場所（福岡） |
| --- | ----------------------- | ----------------------- | ----------------------- | --------------------------- | ----------------------- | --------------------------- |
| 1955年 （昭和30年） | 西新序 2–1              | 東序二段76枚目 5–3      | 東序二段24枚目 3–5      | x                           | 東序二段33枚目 5–3      | x                           |
| 1956年 （昭和31年） | 東序二段9枚目 4–4       | 東序二段7枚目 4–4       | 東三段目94枚目 5–3      | x                           | 東三段目63枚目 5–3      | x                           |
| 1957年 （昭和32年） | 西三段目50枚目 4–4      | 西三段目47枚目 2–3–3    | 東三段目57枚目 5–3      | x                           | 西三段目29枚目 5–3      | 東三段目11枚目 5–3          |
| 1958年 （昭和33年） | 西三段目筆頭 7–1        | 西幕下60枚目 4–4        | 西幕下58枚目 4–4        | 西幕下55枚目 4–4            | 西幕下53枚目 4–4        | 西幕下52枚目 6–2            |
| 1959年 （昭和34年） | 東幕下38枚目 5–3        | 東幕下34枚目 5–3        | 東幕下31枚目 4–4        | 東幕下31枚目 5–3            | 西幕下29枚目 7–1        | 東幕下13枚目 4–4            |
| 1960年 （昭和35年） | 東幕下14枚目 3–5        | 西幕下16枚目 3–5        | 西幕下21枚目 3–5        | 東幕下28枚目 4–3            | 東幕下26枚目 5–2        | 東幕下17枚目 4–3            |
| 1961年 （昭和36年） | 東幕下13枚目 5–2        | 東幕下6枚目 4–3         | 東幕下5枚目 4–3         | 東幕下3枚目 5–2             | 西幕下2枚目 5–2         | 西幕下2枚目 優勝 7–0        |
| 1962年 （昭和37年） | 西十両11枚目 6–9        | 東十両15枚目 9–6        | 東十両7枚目 8–7         | 東十両4枚目 10–5            | 西前頭15枚目 9–6        | 東前頭10枚目 8–7            |
| 1963年 （昭和38年） | 東前頭5枚目 4–11        | 西前頭12枚目 7–8        | 東前頭13枚目 4–11       | 東十両2枚目 8–7             | 西十両筆頭 9–6          | 西前頭13枚目 8–7            |
| 1964年 （昭和39年） | 東前頭11枚目 5–10       | 西十両筆頭 8–7          | 西十両筆頭 5–10         | 西十両7枚目 8–7             | 西十両5枚目 4–11        | 西十両11枚目 8–7            |
| 1965年 （昭和40年） | 西十両7枚目 6–9         | 東十両9枚目 7–8         | 西十両10枚目 6–9        | 西十両14枚目 8–7            | 東十両14枚目 8–7        | 西十両10枚目 9–6            |
| 1966年 （昭和41年） | 西十両5枚目 7–8         | 西十両6枚目 9–6         | 西十両3枚目 8–7         | 東前頭16枚目 9–6            | 東前頭9枚目 7–8         | 東前頭10枚目 8–7            |
| 1967年 （昭和42年） | 東前頭5枚目 2–13        | 東前頭15枚目 7–8        | 西十両5枚目 5–10        | 西十両10枚目 8–7            | 東十両8枚目 6–9         | 東十両11枚目 7–8            |
| 1968年 （昭和43年） | 西十両12枚目 8–7        | 西十両9枚目 4–11        | 東幕下3枚目 4–3         | 東幕下筆頭 2–5              | 東幕下10枚目 引退 0–0–7 | x                           |
| 各欄の数字は、「勝ち-負け-休場」を示す。 優勝 引退 休場 十両 幕下 三賞：敢=敢闘賞、殊=殊勲賞、技=技能賞 その他：★=金星 番付階級：幕内 - 十両 - 幕下 - 三段目 - 序二段 - 序ノ口 幕内序列：横綱 - 大関 - 関脇 - 小結 - 前頭（「#数字」は各位内の序列） |                         |                         |                         |                             |                         |                             |

### 幕内対戦成績
| 力士名   | 勝数 | 負数 | 力士名 | 勝数 | 負数 | 力士名   | 勝数 | 負数 | 力士名   | 勝数 | 負数 |
| -------- | ---- | ---- | ------ | ---- | ---- | -------- | ---- | ---- | -------- | ---- | ---- |
| 浅瀬川   | 2    | 0    | 朝ノ海 | 2    | 1    | 東錦     | 1    | 0    | 岩風     | 1    | 2    |
| 宇多川   | 4    | 2    | 追風山 | 2    | 4    | 大晃     | 1    | 1    | 小城ノ花 | 2    | 3    |
| 海乃山   | 1    | 4    | 開隆山 | 4    | 3    | 金乃花   | 3    | 3    | 北ノ國   | 1    | 1    |
| 北の冨士 | 0    | 2    | 君錦   | 1    | 1    | 清國     | 1    | 0    | 清勢川   | 2    | 2    |
| 高鐵山   | 0    | 1    | 琴櫻   | 0    | 1    | 佐田の山 | 0    | 2    | 大豪     | 1    | 4    |
| 大心     | 1    | 1    | 大文字 | 2    | 0    | 大雄     | 0    | 1    | 玉嵐     | 2    | 3    |
| 常錦     | 2    | 2    | 鶴ヶ嶺 | 1    | 2    | 出羽錦   | 1    | 2    | 戸田     | 0    | 2    |
| 栃東     | 1    | 0    | 栃王山 | 1    | 2    | 栃ノ海   | 0    | 1    | 栃光     | 0    | 1    |
| 花光     | 1    | 2    | 廣川   | 3    | 5    | 福の花   | 0    | 1    | 房錦     | 2    | 5    |
| 富士錦   | 0    | 1    | 藤ノ川 | 0    | 2    | 前田川   | 1    | 2    | 前の山   | 1    | 1    |
| 禊鳳     | 0    | 2    | 宮ノ花 | 1    | 0    | 宮柱     | 1    | 0    | 明武谷   | 3    | 4    |
| 陸奥嵐   | 0    | 1    | 義ノ花 | 0    | 2    | 芳野嶺   | 2    | 0    | 若秩父   | 1    | 3    |
| 若天龍   | 3    | 2    | 若浪   | 1    | 1    | 若鳴門   | 4    | 1    | 若ノ海   | 3    | 1    |
| 若ノ國   | 2    | 0    | 若乃洲 | 3    | 1    | 若二瀬   | 1    | 1    | 若前田   | 1    | 3    |
| 若見山   | 0    | 3    |        |      |      |          |      |      |          |      |      |

## 各段優勝
- 幕下優勝：1回（1961年11月場所）

## 改名歴
- 高橋川（たかはしがわ、1955年3月場所-同年5月場所）
- 伊達ノ花（だてのはな、1955年9月場所-1957年9月場所）
- 扇山（おうぎやま、1957年11月場所-1968年9月場所）